# Проща (обряд)
Це стаття про поховальний обряд. Про піші походи до святих місць — у статті Паломництво.
Проща — один із найдавніших поховальних обрядів, що зберігається серед українців.

## Цвинтарна старовинна проща
По́хорон — обряд поховання померлого.
Він виконувався перед тим як несли покійника на цвинтар. На подвір'ї ставили домовину, перед нею усі ставали на коліна, прихиляючи голову до віка труни. Священик виголошував Прощу — від імені померлого прощався з рідними та близькими. Сім'я покійного після цього роздавала поману — пам'ятку про померлого: сердак, пояс, сорочку, перемітку. Після поховання робили поману в церкві. За усталеними звичаями труну з покійним до могили несуть родичі та близькі, яким перев'язують руку білою хустиною. Локально побутувала ще на початку двадцятого століття така традиція — за давнішніх часів небіжчика везли на цвинтар саньми, запряженими волами, попереду цієї процесії їхав на коні священик.